# Terres fédérales

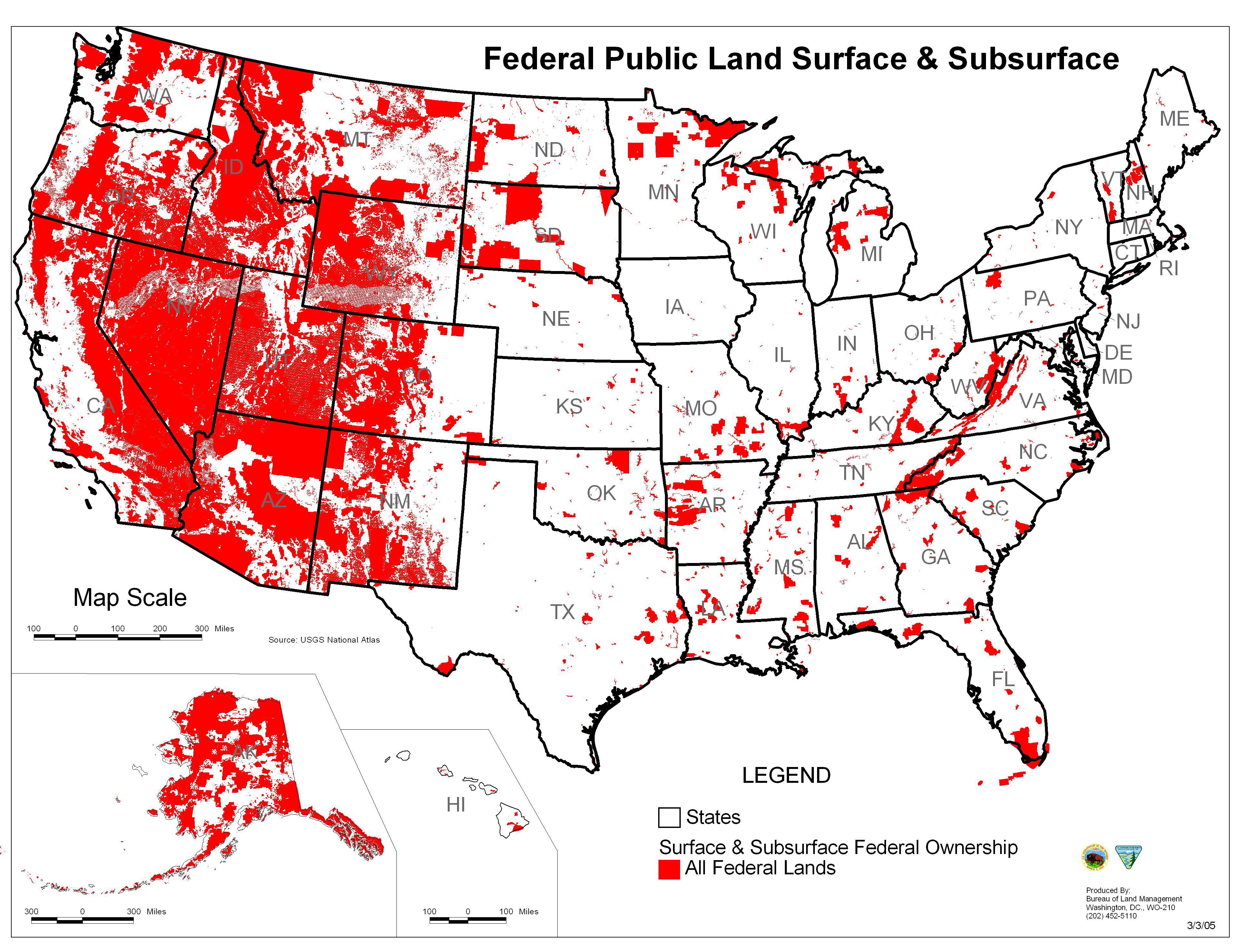
Possessions du gouvernement fédéral des États-Unis dans les 50 États, dont les droits souterrains.

Les terres fédérales (en anglais : federal lands) sont des terres aux États-Unis dont la propriété est celle du gouvernement fédéral, conformément à l'article IV, section 3, alinéa 2 de la Constitution des États-Unis. La plupart de ces terres sont des espaces protégés au titre de parc national, monument national ou forêt nationale.

## Histoire
Les terres fédérales concernent en mars 2012 un total d'environ 700 millions d'acres (2,83 millions de km²) sur les 2,27 milliards d'acres (9,18 millions de km²) que comptent les États-Unis, soit environ 28 % du total selon le Département de l'Intérieur des États-Unis. Ils se situent surtout à l'ouest du 100e méridien ouest, dans les montagnes Rocheuses : pour information, il s'agit de 76 % de la surface du Nevada, 70 % de l'Utah et 60 % de l'Idaho. Certains mouvements veulent prendre possession de ces terres, ce qui a donné notamment l'épisode de la « rébellion du Sagebrush ».

Terrains appartenant encore à la fédération en 2005, dont la gestion est confiée à différentes agences gouvernementales :
BIA (réserves indiennes)
BLM (domaine public)
Bureau of Reclamation
DoD (bases militaires (incluant les projets du Corps du génie de l'armée des États-Unis)
Fish and Wildlife Service
Service des forêts des États-Unis
National Park Service
Tennessee Valley Authority
Autres agences